# Gombe (Nigeria)
Gombe est une ville de l'État de Gombe au Nigeria. Elle est aussi le centre de la zone de gouvernement local éponyme.

## Histoire
La ville de Gombe est fondée en 1804 par Buba Yero (en) (Aboubakar). En 1824, la ville est réformée par l'appui des musulmans peuls et ensuite appelée Gombe Aba (ancienne Gombe) en 1841. L'émirat de Gombe a prospéré jusqu'aux affrontements religieux et l'introduction des forces britanniques qui ont provoqué de graves perturbations dans la région. 
Depuis 1963 et l'ouverture d'une ligne de chemin de fer, la ville est un carrefour de commercialisation des produits agricoles comme le manioc, le haricot, le maïs sans oublier le coton, tous écoulés sur le marché local.